# Макиннис, Эл
А́ллан «Эл» Маки́ннис (англ. Allan «Al» MacInnis; 11 июля 1963, Порт-Худ, Новая Шотландия, Канада) — бывший канадский хоккеист, защитник, который сыграл 23 сезона в НХЛ за «Калгари Флэймз» и «Сент-Луис Блюз». Обладатель Кубка Стэнли и Конн Смайт Трофи в сезоне 1988/89 и Джеймс Норрис Трофи в сезоне 1998/99.
Макиннис был известен, как обладатель одного из самых сильных бросков в НХЛ. Один из шести защитников в истории НХЛ, набиравших 100 очков за сезон. Занимает третье место по набранным очкам (1274) и заброшенным шайбам (340) среди всех защитников в истории НХЛ. Однажды расколол маску вратаря Майка Льюта своим мощным броском.
На международном уровне выиграл Кубок Канады 1991 и был выбран в сборную «Всех звёзд» этого турнира, дважды участвовал в зимних Олимпийских играх. Был членом команды 2002 года, которая выиграла первую золотую медаль Канады за 50 лет.
Завершил карьеру из-за повреждения глаза в сезоне 2003/04. Двенадцать раз участвовал в Матче всех звёзд НХЛ, в 2007 году введён в Зал хоккейной славы. 9 апреля 2006 года «Сент-Луис Блюз» вывел из обращение № 2, под которым играл МакИннис. В настоящее время Эл является вице-президентом хоккейных операций в «Блюз».

## Ранние годы
Макиннис родился в Инвернессе и рос в Порт-Худ, Новая Шотландия, рыбацкой деревне на острове Кейп-Бретон. Он седьмой из восьми детей и один из шести братьев в семье Алекса и Анны-Мэй МакИннис. Его отец работал шахтёром, а позже, когда шахта закрылась, помощником управляющего арены в Порт-Худ. Мать была школьным учителем. Все братья Эла играли в хоккей в Порт-Хоксбери в течение зимы. МакИннис часто помогал своему отцу на работе в арене, собирая шайбы. Летом Эл тренировал свой бросок напротив семейного сарая, бросая шайбы в лист фанеры, иногда вплоть до мозолей на руках. Именно через эту практику он развил свой сильный щелчок.

## Игровая карьера
Макиннис был выбран на драфте НХЛ 1981 года в 1-м раунде под общим 15-м номером клубом «Калгари Флэймз». В первом сезоне в НХЛ сыграл только 2 матча, не набрав очков, большую часть сезона провёл за «Китченер Рейнджерс» в Хоккейной лиге Онтарио (OHL). Вместе с «Рейнджерс» выиграл два чемпионата OHL и Мемориальный кубок,, дважды выбирался в первую команду Всех звёзд OHL, обладатель Макс Камински Трофи лучшему защитнику OHL. Он побил рекорд Бобби Орра по количеству голов (38) для защитников OHL в одном сезоне (позже побитый Брайаном Фогэрти — 47 голов в сезоне 1988/89), а также является единственным защитником в Канадской хоккейной лиге забросившим 5 шайб в одной игре.
С сезона 1983/84 начал постоянно попадать в основной состав «Флэймз» и набирать всё больше и больше очков. Набрав в сезоне 1984/85 66 0очков в 67 играл, получил первое приглашение на Матч всех звёзд НХЛ, который проводился в Калгари. Был претендентом на Джеймс Норрис Трофи три сезона подряд (1989-91 гг.), но получил приз лишь в 1999 году.
В 1989 году выиграл свой первый, как и «Калгари Флэймз», Кубок Стэнли, набрав в 22 матчах 31 очко (7+24). Он набрал 9 очков (4+5) в шести финальных играх против «Монреаль Канадиенс» и получил Конн Смайт Трофи. Макиннис первый защитник, который стал лучшим бомбардиром в плей-офф НХЛ, набирая очки в 17 играх подряд, что является самой длинной серией для защитников в истории НХЛ.
Макиннис финишировал вторым среди защитников в сезоне 1989/90 с 90 очками и первый раз был выбран первую команду Всех звёзд НХЛ. В следующем сезоне набрал 103 очка, став первым защитником «Флэймз» набравшим 100 и более очков за сезон, и четвёртым в истории НХЛ. 8 января 1991 года в игре против «Торонто Мейпл Лифс» набрал своё 563-е очко в карьере и обошёл Кента Нильссона, став лучшим защитником-бомбардиром «Калгари». 23 февраля 1993 года, МакИннис установил рекорд клуба по количеству матчей, сыграв свою 706-ю игру в карьере.
Летом 1994 года «Флэймз» сделал предложение Макиннису в 2,5 миллиона канадских долларов за сезон, но вместо этого он подписал контракт на 4 года с «Сент-Луис Блюз» на сумму 3,5 миллиона долларов США за сезон, став четвёртым самым высокооплачиваемым игроком НХЛ. В обмен на Макинниса «Калгари» получил защитника Фила Хаусли.
Макиннис сказал, что решение уехать из Калгари было нелёгким для него и его семьи, утверждая, что деньги не были единственной причиной перехода в «Блюз». Эл провёл в составе «Флэймз» 11 сезонов, став лидером команды по набранным очкам (822), передачам (603)  и играм (803)  в регулярных сезонах, а также по передачам (77) и очкам (103) в плей-офф. Вошёл в историю «Калгари» как первый игрок введённый в программу команды «Forever a Flame» в 2012 году. Его свитер с номером 2 был поднят в домашней арене «Флэймз» Сэдлдоум 27 февраля 2012 года, но не был формально удалён из обращения.
23 октября 1997 года в матче против «Ванкувер Кэнакс» Макиннис провёл свою 1000-ю игру в НХЛ.
7 апреля 1998 года матче против «Детройт Ред Уингз» Макиннис забил гол и отдал передачу, тем самым набрав 1000-е очко в НХЛ, став шестым защитником в истории НХЛ достигшим этого рубежа В сезоне 2000/01. Эл сделал четыре голевые передачи в матче против «Флориды Пантерз», установив рекорд для защитников «Блюз» по количеству очков, набрав 300-е очко в 424-х играх за «Сент-Луис».
В сезоне 2002/03 Макинниса назначили временным капитаном до конца сезона вместо сломавшего руку Криса Пронгера. В итоге он закончил сезон как лидер лиги по набранным очкам среди защитников (68 очков). После возвращения Пронгер настоял, чтобы Макиннис остался капитаном постоянно. В сезоне 2003/04 Макиннис сыграл только 3 игры из-за проблем со зрением. Пропустив остаток сезона и следующий сезон из-за локаута, Макиннис решил завершить карьеру, так как чувствовал, что уже не сможет вернуться к игре на достаточно высоком уровне.
Макиннис объявил о завершении игровой карьеры 9 сентября 2005 года, но остался в системе «Блюз» как часть его маркетинга и хоккейных операционных отделов. За карьеру набрал 1274 очков в НХЛ, Макиннис третий среди защитников по количеству голов, передач и очков. 12 раз участвовал в Матче всех звёзд НХЛ. 9 апреля 2006 года «Сент-Луис» вывел из обращение игровой номер Макинниса (№ 2),, так же возле домашней арены «Блюзменов» Скоттрэйд-центр была установлена бронзовая статуя Эла Макинниса. МакИннис был введён в Зал хоккейной славы в 2007 году. Он стал первым звёздным игроком из Новой Шотландии и был введён в Спортивный зал славы Новой Шотландии и Спортивный зал славы Сент-Луиса.

## Международная карьера
Макиннис выступал за сборную Канады. Участвовал в чемпионате мира 1990 года, где он набрал 4 очка (1+3). Обладатель и член сборной «Всех звёзд» Кубка Канады 1991 года, набрал 6 очков (2+4) на турнире. Участник Зимних Олимпийских игр 1998 года, на котором Канада уступила в матче за бронзу сборной Финляндии, Макиннис набрал 2 очка (2+0). Стал олимпийским чемпионом 2002 года, не набрав очков на турнире.

## Интересные факты
- Макиннис был известен прежде всего своим сильнейшим броском. «Флэймз» выбрали его только из-за его броска, в то время как его катание было очень плохим, когда он прибыл в тренировочный лагерь в Калгари, его прозвали Вертолёт (Chopper).
- Сила его броска превратилась в легенду, 17 января 1984 года в игре против «Сент-Луис Блюз» Макиннис щелкнул по воротам Майка Льюта и расколол тому шлем, а шайба отскочила в сетку ворот.[40][41].
- Семикратный победитель соревнования на силу броска в Матчах всех звёзд НХЛ. В Матче всех звёзд 2000 года он бросил шайбу со скоростью 160 км/ч (100 миль/ч).[42]
- Макиннис является дальним родственником американского блюз-рокера Джека Уайта[43].

## Вне льда
Макиннис женился на своей жене Джеки вскоре после победы в Кубке Стэнли 1989 года,  у пары четверо детей (Карсон, Райан, Лорен и Райли). По завершении карьеры Макиннис поселился в Сент-Луисе, и в 2006 году был назначен вице-президентом хоккейных операций в «Сент-Луис Блюз». В 2009 году тренировал юниорскую команду «Сент-Луис Блюз», завершившую сезон с показателями 73–3–2 и выигравшую 50-й Квебекский международный детский хоккейный турнир.
Несмотря на то, что Макиннис давно уехал из Новой Шотландии, он не забывает про свой родной город. В 2001 году он передал 100 000 долларов для реконструкции хоккейной арены в Порт-Худ. Арена была переименована в Спортивный центр Эла Макинниса. Эл устраивает ежегодный благотворительный турнир по гольфу. В день когда он был введён в Спортивный Зал славы Новой Шотландии, он пожертвовал 100 000 долларов Мемориальному госпиталю графства Инвернесс в память о его родителях.

## Статистика

### Игровая
| 1979–80     | Реджайна Пэт Блюз  | SJHL        | 59   | 20  | 28  | 48   | 110  | —   | —  | —   | —   | —   |
| 1979–80     | Реджайна Пэтс      | WHL         | 2    | 0   | 0   | 0    | 0    | —   | —  | —   | —   | —   |
| 1980–81     | Китченер Рейнджерс | OHL         | 47   | 11  | 28  | 39   | 59   | 18  | 4  | 12  | 16  | 20  |
| 1981–82     | Калгари Флэймз     | NHL         | 2    | 0   | 0   | 0    | 0    | —   | —  | —   | —   | —   |
| 1981–82     | Китченер Рейнджерс | OHL         | 59   | 25  | 50  | 75   | 145  | 15  | 5  | 10  | 15  | 44  |
| 1982–83     | Китченер Рейнджерс | OHL         | 51   | 38  | 46  | 84   | 67   | 8   | 3  | 8   | 11  | 9   |
| 1982–83     | Калгари Флэймз     | NHL         | 14   | 1   | 3   | 4    | 9    | —   | —  | —   | —   | —   |
| 1983–84     | Колорадо Флэймз    | CHL         | 19   | 5   | 14  | 19   | 22   | —   | —  | —   | —   | —   |
| 1983–84     | Калгари Флэймз     | NHL         | 51   | 11  | 34  | 45   | 42   | 11  | 2  | 12  | 14  | 13  |
| 1984–85     | Калгари Флэймз     | NHL         | 67   | 14  | 52  | 66   | 75   | 4   | 1  | 2   | 3   | 8   |
| 1985–86     | Калгари Флэймз     | NHL         | 77   | 11  | 57  | 68   | 76   | 21  | 4  | 15  | 19  | 30  |
| 1986–87     | Калгари Флэймз     | NHL         | 79   | 20  | 56  | 76   | 97   | 4   | 1  | 0   | 1   | 0   |
| 1987–88     | Калгари Флэймз     | NHL         | 80   | 25  | 58  | 83   | 114  | 7   | 3  | 6   | 9   | 18  |
| 1988–89     | Калгари Флэймз     | NHL         | 79   | 16  | 58  | 74   | 126  | 22  | 7  | 24  | 31  | 46  |
| 1989–90     | Калгари Флэймз     | NHL         | 79   | 28  | 62  | 90   | 82   | 6   | 2  | 3   | 5   | 8   |
| 1990–91     | Калгари Флэймз     | NHL         | 78   | 28  | 75  | 103  | 90   | 7   | 2  | 3   | 5   | 8   |
| 1991–92     | Калгари Флэймз     | NHL         | 72   | 20  | 57  | 77   | 83   | —   | —  | —   | —   | —   |
| 1992–93     | Калгари Флэймз     | NHL         | 50   | 11  | 43  | 54   | 61   | 6   | 1  | 6   | 7   | 10  |
| 1993–94     | Калгари Флэймз     | NHL         | 75   | 28  | 54  | 82   | 95   | 7   | 2  | 6   | 8   | 12  |
| 1994–95     | Сент-Луис Блюз     | NHL         | 32   | 8   | 20  | 28   | 43   | 7   | 1  | 5   | 6   | 10  |
| 1995–96     | Сент-Луис Блюз     | NHL         | 82   | 17  | 44  | 61   | 88   | 13  | 3  | 4   | 7   | 20  |
| 1996–97     | Сент-Луис Блюз     | NHL         | 72   | 13  | 30  | 43   | 65   | 6   | 1  | 2   | 3   | 4   |
| 1997–98     | Сент-Луис Блюз     | NHL         | 71   | 19  | 30  | 49   | 80   | 8   | 2  | 6   | 8   | 12  |
| 1998–99     | Сент-Луис Блюз     | NHL         | 82   | 20  | 42  | 62   | 70   | 13  | 4  | 8   | 12  | 20  |
| 1999–00     | Сент-Луис Блюз     | NHL         | 61   | 11  | 28  | 39   | 34   | 7   | 1  | 3   | 4   | 14  |
| 2000–01     | Сент-Луис Блюз     | NHL         | 59   | 12  | 42  | 54   | 52   | 15  | 2  | 8   | 10  | 18  |
| 2001–02     | Сент-Луис Блюз     | NHL         | 71   | 11  | 35  | 46   | 52   | 10  | 0  | 7   | 7   | 4   |
| 2002–03     | Сент-Луис Блюз     | NHL         | 80   | 16  | 52  | 68   | 61   | 3   | 0  | 1   | 1   | 0   |
| 2003–04     | Сент-Луис Блюз     | NHL         | 3    | 0   | 2   | 2    | 6    | —   | —  | —   | —   | —   |
| Всего в NHL | Всего в NHL        | Всего в NHL | 1416 | 340 | 934 | 1274 | 1501 | 177 | 39 | 121 | 160 | 255 |

### Международная
| Год   | Команда | Турнир |    | И | Г | П  | О  | Штр |
| ----- | ------- | ------ | -- | - | - | -- | -- | --- |
| 1990  | Канада  | ЧМ     | 9  | 1 | 3 | 4  | 10 |     |
| 1991  | Канада  | КК     | 8  | 2 | 4 | 6  | 23 |     |
| 1998  | Канада  | ОИ     | 6  | 2 | 0 | 2  | 2  |     |
| 2002  | Канада  | ОИ     | 6  | 0 | 0 | 0  | 8  |     |
| Всего | Всего   | Всего  | 29 | 5 | 7 | 13 | 43 |     |

## Награды и достижения
| Награда                                | Год                             |
| -------------------------------------- | ------------------------------- |
| Молодёжные                             |                                 |
| Обладатель Кубка Джей Росса Робертсона | 1980/81 1981/82                 |
| Обладатель Мемориального кубка         | 1982                            |
| Макс Камински Трофи                    | 1982/83                         |
| Первая команда Всех звёзд OHL          | 1981/82 1982/83                 |
| NHL                                    |                                 |
| Первая команда Всех звёзд НХЛ          | 1989–90 1990–91 1998–99 2002–03 |
| Вторая команда Всех звёзд НХЛ          | 1986/87 1988/89 1993/94         |
| Конн Смайт Трофи                       | 1989                            |
| Обладатель Кубка Стэнли                | 1989                            |
| Джеймс Норрис Трофи                    | 1998/99                         |
| Международные                          |                                 |
| Обладатель Кубка Канады                | 1991                            |
| Команда Всех звёзд Кубка Канады        | 1991                            |
| Олимпийский чемпион                    | 2002                            |